# 文化新聞
文化新聞（ぶんかしんぶん）は、埼玉県飯能市・日高市で発行されている日刊の地方新聞。

## 概要
埼玉県飯能市・日高市に関するニュース全般を扱う。日・月曜休刊（週5日刊）。2023年6月30日付で休刊したが、2023年10月3日付で新会社より復刊した。
1959年から2020年までの発行元は、株式会社文化新聞社であった。文化新聞社は債権者から破産を申し立てられ、2020年3月26日にさいたま地方裁判所川越支部から破産手続開始の決定を受けた。その後、破産管財人により新聞の発行は継続された。
2020年4月17日付で、文化新聞の発行及び印刷等の事業は、関連会社の株式会社ブラウズに引き継がれた。記者はそのままブラウズに移行し、取材を継続した。
2023年、ブラウズ代表取締役社長の女性がSNSで知り合った男性による投資詐欺に遭い、会社資金が社外へ流出した他、印刷機器も担保提供されるなど経営が悪化。2023年6月20日にさいたま地方裁判所川越支部から破産手続開始の決定を受けた。これを受けて6月30日付を以って文化新聞は休刊となった。
休刊後の公式サイトのトップページによると、旧編集部には復刊を望む声が多数届いており、関係者は復刊に向けて準備を進めていくとしていた。2023年10月2日、文化新聞株式会社が設立され、翌3日に復刊1号（通刊21064号）が発刊となった。

## 沿革
- 1950年（昭和25年）- 創刊[7]。
- 1951年（昭和26年）- 第三種郵便物認可、日刊化[7]。
- 1959年（昭和34年）- 株式会社文化新聞社設立[7]。
- 2005年（平成17年）- 電子データによる記事配信開始[7]。
- 2020年（令和2年）
  - 3月26日 - 文化新聞社がさいたま地方裁判所川越支部から破産手続開始の決定を受ける。
  - 4月17日 - 関連会社株式会社ブラウズが新聞発行、印刷業務など事業を継承。
- 2023年（令和5年）
  - 6月20日 - ブラウズがさいたま地方裁判所川越支部から破産手続開始の決定を受ける。
  - 6月30日 - 休刊。
  - 10月3日 - 文化新聞株式会社にて復刊。